# 여주 신륵사 대장각기비
여주 신륵사 대장각기비(驪州 神勒寺 大藏閣記碑)는 경기도 여주시, 신륵사 사찰에 있는 고려시대의 비석이다. 1963년 1월 21일 대한민국의 보물 제230호로 지정되었다.

## 개요
신륵사에 세워져 있는 비로, 극락보전 서쪽 언덕에 있었던 대장각(불경을 만들어 보관하던 곳)의 조성에 관한 여러 가지 기록을 적고 있다.
길쭉한 사각형의 바닥돌 위에 받침돌을 놓고, 그 위로 비몸을 세운 후 지붕돌을 얹은 모습으로, 비몸 양 옆에 돌기둥을 세워 비몸을 단단히 지탱하도록 하고 있다. 이렇듯 비몸 양 옆에 돌기둥을 세우는 형식은 고려 후기에 이르러 보이는 현상으로 주목되는 부분이다. 
권주(權鑄 )의 글씨로 새긴 비문은 비몸이 크게 파손되어 전체의 내용을 파악할 수는 없다. 비문의 뒷면에는 불경(경률론)을 만들고 비석을 세우는데 참여한 사람들의 이름을 열거하고 있다. 
비를 세운 시기는 고려 우왕 9년(1383)이다. 거북 모양의 비받침, 용의 머리가 새겨진 비머리가 고려 후기로 오면서 사각형 받침과 지붕 모양의 머릿돌로 간략화되는데, 이 비도 그러한 예이다.

## 같이 보기
- 신륵사

## 참고 자료
- 여주 신륵사 대장각기비 - 국가유산청 국가유산포털